# Проказово (Рамешковский район)
Проказово — деревня в Рамешковском районе Тверской области.

## География
Находится в восточной части Тверской области на расстоянии приблизительно 22 км на юг-юго-восток по прямой от районного центра поселка Рамешки.

## История
В 1859 году во владельческой русской деревне Проказово было 20 дворов, в 1887 году — 37 дворов, в 1942 30 хозяйств. В советское время работали колхозы «Доброволец», «Путь Ленина» и «Перелом». В 2001 году в деревне 9 домов местных жителей, 14 домов — собственность наследников и дачников. До 2021 входила в сельское поселение Ведное Рамешковского района до их упразднения.

## Население
Численность населения: 155 человек (1859 год), 205 (1887), 131 (1942), 18 (1989), 12 (русские 100 %) в 2002 году, 23 в 2010.